# Analýza klíčových slov
Analýza klíčových slov na webové stránce pomáhá zjistit, jaká slova či slovní spojení jsou používána běžnými uživateli při hledání na internetu. Analýza nalézá konkrétní tvary slov, synonyma, jejich hledanost a konkurenčnost. Při tvorbě webových stránek pomáhá přeložit zaběhlý jazyk majitele stránek do jazyka návštěvníků, pomáhá odstranit odborné a nesrozumitelné výrazy (žargon) a nabídne, jakými výrazy je nahradit, aby jim návštěvníci stránky rozuměli.
Klíčová slova definovaná provedenou analýzou pomáhají definovat obsah, který patří na stránku. Díky klíčovým slovům a jejich analýze lze vytvořit obsah, který je relevantní a jednoduše vyhledatelný. Tento proces může být časově náročný a zahrnovat práci se širokým množstvím detailů, čísel a dlouhých seznamů klíčových slov. Provedení analýzy je však kriticky důležité, jelikož je stavebním kamenem pro SEO strategii a obsahový plán společností.

## Příklady využití analýzy
Nalezení klíčových slov s velkou hledaností samo o sobě nestačí. Správně provedená analýza klíčových slov se používá při korelaci obsahu se značkou společnosti, produktem i službou se slovem, které zákazník reálně využívá a následně se díky těmto klíčovým slovům vytváří plán nebo strategie pro dosažení firemních cílů.
1. U e-obchodu pomůže analýza zjistit, jaké vlastnosti nabízených produktů lidé hledají. Následně lze tyto vlastnosti lépe popsat, nebo nabídku rozšířit o produkty s hledanými parametry.
2. Lze rozšířit nabídku o nové značky, které lidé hledají.
3. Použitím jiného názvosloví lze zvýšit návštěvnost. Např.: moto přilby jsou hledanější, než moto helmy.
4. Lze navrhnout vhodnou strukturu webu, aby se v něm lidem dobře hledalo a procházení jim připadalo logické. Např.: přesunout málo hledané parametry pod tlačítko podrobné vyhledávání, a např. z velmi hledaných parametrů udělat hlavní kategorie.
5. Podle analýzy klíčových slov lze navrhnout obsahovou strategii a budovat kvalitní obsah.

## Tvorba analýzy klíčových slov
Při tvorbě analýzy klíčových slov se běžně využívá mnoho metod i postupů, manuálních či automatizovaných pomocí různých nástrojů. Postup analýzy klíčových slov se může skládat například z následujících kroků: 
1. Důkladný průzkum tržního segmentu.[2]
2. Definice jasných cílů – cíle mohou vycházet z mise i vize společnosti nebo třeba z modelu STDC a SMART.[3]
3. Vytvoření seznamu všech logicky možných kombinací klíčových slov – v této fázi se většinou využívají brainstorming, našeptávače, Google Ads nebo inspirace od konkurentů.
4. Určení relevantních slov (frází).

Ne všechna slova ze 3. kroku jsou užitečná pro analýzu klíčových slov. Ke každé klíčové frázi se následně analýzou přiřazuje měsíční hledanost a konkurenčnost. Tzv. svatým grálem analýzy klíčových slov je nalezení slov s vysokou hledaností a nízkou konkurencí, taková jsou však vzácná. Následně se ke slovům přidává relevance, neboli míra důležitosti dané fráze ve spojení s cíli a její využitelnost např. pro copywriting nebo pro nalákání zákazníků na e-shop. 
Jedním z výsledků je také vytvoření přehledné tabulky – aby se v analýze dalo jednoduše vyznat, je dobré na závěr rozdělit slova podle jejich témat a relevance do tabulky, tak aby bylo vždy možné vybrat nejvhodnější klíčové slovo.

## Typy klíčových slov
Klíčová slova můžeme rozdělit do dvou kategorií na základě objemu vyhledávání:
- Short-Tail klíčová slova – jedno nebo dvouslovné vyhledávací výrazy, které odkazují na široká témata bez specifických detailů. Typicky mají       vysokou vyhledávanost, ale nižší konverzní poměr, protože je zpravidla vyhledávají lidé, kteří nemají konkrétní představu o produktu nebo službě, které chtějí koupit nebo využít a zatím dělají jenom tzv. „průzkum trhu“. Jedná se o výrazy jako „pračka“, „lednice“, „pánské boty“, apod.

Jestli web nemá silný odkazový profil a autoritativnost, umístit se na vyšších pozicích ve vyhledávání pro tato klíčová slova je velmi náročné.
- Long-Tail klíčová slova – zpravidla víceslovné vyhledávací výrazy, které jsou konkrétní a specifické. Jejich vyhledávanost je nižší, ale mají i nižší konkurenci a vyšší konverzní poměr, protože je zpravidla vyhledávají lidé, kteří chtějí koupit konkrétní produkt nebo využít konkrétní službu. Jedná se o výrazy jako „pračky whirlpool s předním plněním“, „halloweenský kostým pro dítě 6 let“, apod. Dají se využít i pro lepší nastavení PPC reklam.[5]